# 多信道多点分发服务

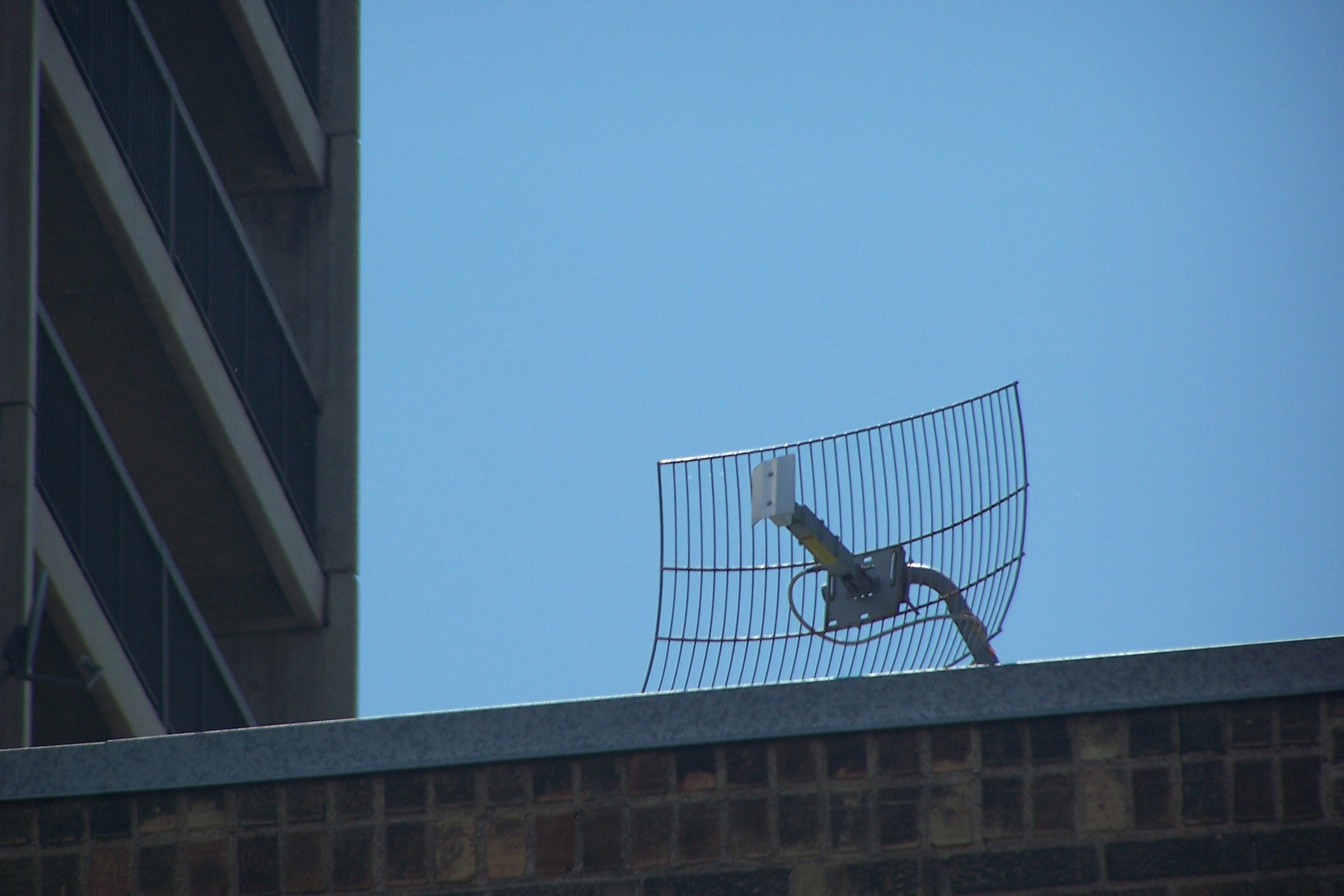
MMDS微波天线

多信道多点分发服务（英語：Multichannel Multipoint Distribution Service，缩写MMDS），旧称宽带无线电服务（Broadband Radio Service，缩写BRS），也称无线电缆（Wireless Cable），是一个无线电信技术，用于通用目的的寬頻网络，或作为有线电视节目接收的替代方案。
MMDS技术在苏丹、美国、加拿大、墨西哥、多明尼加、冰岛、爱尔兰、乌克兰、俄罗斯、斯洛伐克、玻利維亞、巴西、巴巴多斯、澳大利亚、葡萄牙、馬德拉、捷克、奈及利亞、巴基斯坦、巴拿马、斯里蘭卡、泰国、乌拉圭、印度、白俄罗斯、黎巴嫩、柬埔寨、哈萨克斯坦和吉尔吉斯斯坦有被使用。它常用于人口稀少而铺设电缆在经济上不可行的乡村地区。一些公司也可能在城市地区提供MMDS服务，值得注意的是，2016年爱尔兰淘汰了MMDS。

## 技术
BRS频带使用2.5GHz至2.7GHz的微波频率。以BRS接收电视和数据信号是通过屋顶的微波天线完成。该天线连接到下变频器或收发器以接收和发送微波信号和转换它们到频率兼容的标准TV调谐器（非常类似卫星天线，其中的信号被转换为与标准电视同轴电缆更兼容的频率），部分天线使用集成的下变频器或收发器。然后可以使用标准的电缆机顶盒或电视集成的数字调谐器解码数字电视频道。互联网数据可以用连接到同一天线和收发器的标准的DOCSIS电缆调制解调器接收。
MMDS频带被分为33个6MHz信道（美国为31个），可授权给在一个国家的不同区域提供服务的有线公司。这个概念允许实体拥有几个信道，并使用数字技术为数个电视、无线电以及之后的互联网数据服务多路复用每个信道。如数字电缆信道一样，每个信道的容量为30.34 Mbit/s带64QAM调制，以及42.88 Mbit/s带256QAM调制。由于前向錯誤更正和其他消耗，实际吞吐量大约为27 Mbit/s带64QAM和38 Mbit/s带256QAM。
较新的BRS频带计划更改了信道大小和许可，以适应新的WIMAX TDD固定和移动设备，并重新分配2150 - 2162 MHz的频率为AWS频带。这些变化可能不兼容传统的基于MMDS或DOCSIS的设备运行所需的频率和信道大小。

## MMDS与DOCSIS+
本地多点分发服务（LMDS）与BRS已符合有线电缆数据服务接口规范（DOCSIS）。为无线宽带修改的DOCSIS版本被称为DOCSIS+。
数据传输安全性在BRS之下以加密寬頻无线调制解调器与提供商网络基站的无线调制解调器终端系统（WMTS）之间的数据流完成 ，使用三重DES。
DOCSIS+在BRS之下通过要求WMTS施行加密并使用身份验证的客户端/服务器密钥管理协议来减少服务盗用漏洞，其中WMTS控制密钥资料到宽带无线调制解调器的分发。
LMDS和BRS无线调制解调器利用DOCSIS+密钥管理协议从WMTS获取授权和流量加密资料，并支持周期性地重新验证身份和密钥刷新。密钥管理协议采用X.509数字证书、RSA 公开密钥加密和三重DES加密以在无线调制解调器和WMTS之间安全交换密钥。
MMDS提供的范围比LMDS大很多。
MMDS可能因2004年批准的较新的802.16 WiMAX标准而废弃。
MMDS有时被扩展为“多点微波分发系统”或者“多信道多点分发系统”。这些实际指相同的技术。

## 当前状态
在美国，WATCH通信（总部位于俄亥俄州利马市）、 Eagle Vision（总部位于密苏里州柯克斯维尔）和其他数家公司提供基于MMDS的无线有线电视、互联网接入和基于IP的电话服务。
在某些地区，BRS被部署用于无线高速網路存取，主要用于其他类型高速互联网接入（例如电缆或DSL）不可用或者非常昂贵（例如卫星互联网）的乡村地区。CommSPEED是一家主要的在美国市场提供基于BRS的互联网的供应商。

AWI Networks（原Sky-View Technologies）在美国西南部运营提供高速互联网、VoIP电话和数字电视服务的MMDS站点。2010年，AWI开始升级其基础设施到DOCSIS 3.0硬件，随着新型微波传输设备，这可以做到如256QAM的更高调制速率。这使得距离传输站点超过35英里时，下载速度仍可超过100Mbit/s。
在MMDS早期，它被称为“无线电缆”，并被用于到今天仍然存在的各种投资诈骗中。1990年代中期，无线电缆投资欺诈频繁在The Sonny Bloch Show等电台谈话节目中出现。
数家美国电话公司在1990年代中期尝试通过该系统进行电视服务，如Bell Atlantic的Tele-TV，NYNEX和Pacific Bell；以及Ameritech的对手Americast, BellSouth、SBC、SNET和GTE。Tele-TV operation was only launched from 1999 to 2001 by Pacific Bell (the merged Bell Atlantic/NYNEX never launched a service), while Americast also petered out by that time, albeit mainly in GTE and BellSouth areas; the systems operated by Ameritech utilized standard wired cable.
在加拿大的曼尼托巴和不列颠哥伦比亚，Craig Wireless运营一个面向乡村和远端客户的无线电缆和互联网服务（MMDS）。
在墨西哥，2.5 GHz频带频谱已被政府收回，以允许更新和更好的无线数据服务。因此，MAS TV（以前称MVS Multivision）不得不放弃电视广播服务，在服务25年后于2014年关闭其MMDS付费电视服务。
在爱尔兰，自1990年起，UPC Ireland（以前为Chorus和NTL Ireland）为几乎全国提供MMDS TV服务。最初分配的频带是2500–2690 MHz（属于“2.6GHz频带”），包括22–23的8 MHz模拟信道，数字电视被限制为2524–2668 MHz，由18个8 MHz数字信道组成。共使用两个数字电视标准：DVB-T/MPEG-2 in the old Chorus franchise area and DVB-C/MPEG-2 in the old NTL franchise area. The existing licences were to expire 18 April 2014 but Comreg, the Irish communications regulator, extended the licences for a further 2 years to 18 April 2016 at which date they expired together with all associated spectrum rights of use. The 2.6 GHz band spectrum will be auctioned off so that when the existing MMDS licences expire new rights of use can issue on a service and technology neutral basis (by means of new licences). As a result, holders of the new rights of use may choose to provide any service capable of being delivered using 2.6 GHz spectrum. For instance, they could distribute television programming content, subject to complying with the relevant technical conditions and with any necessary broadcasting content authorisations, or they could adopt some other use.
在冰岛，自2006年11月以来，Vodafone Iceland运行Digital Ísland (Digital Iceland) - 用于365 (media corporation)的广播系统（以前由365 Broadcast Media运营）。Digital Ísland提供使用DVB-T技术及几个模拟信道的数字MMDS电视服务。MMDS频率范围 extends from 2500–2684 MHz for a total of 23 8 MHz channels, of which 21 are considered usable for broadcasting in Iceland. 模拟MMDS广播始于1993年，在2004年转向数字。
在巴西，MMDS技术在2012年开始关闭，以释放2500–2600 MHz LTE-UTRAN频带，这使服务变为不可行。国家计划于2012年底完成关闭。截至2013年，该服务已经在大多数城市关闭。 
在多明尼加，Wind Telecom在2008年开始运行MMDS技术；在那时和从那时起，它成为利用这种实现的先驱。该公司使用DVB标准用于其数字电视传输。